# 腯虎
腯虎（?—?），元朝官員，克烈部人，槊直腯魯華之孙，明安答儿之子。
腯虎跟随忽必烈北征阿里不哥、海都，挺戈出入敌阵，忽必烈称赞他，赐号拔都，赏白金四百五十两。平定李璮之乱，也有战功。之前，金朝灭亡，失吉忽秃忽料民分封功臣，腯虎的伯母、撒吉思卜华妻杨氏说：“我公公河丈夫都为国捐躯，只有这个孩子留下了。”大汗以其家世代死难，赐新卫百姓二百户。”撒吉思卜华、明安答儿赠卫国公。